# Shotcut
Shotcut és una aplicació d'edició de vídeo multiplataforma, lliure i de codi obert sota llicència GPL. Iniciat el 2011 per Dan Dennedy, es va desenvolupar sota la plataforma de Media Lovin' Toolkit (MLT) en desenvolupament des de 2004 pel mateix Dan Dennedy i Charlie Yates.

## Característiques
Shotcut és compatible amb els formats de vídeo, àudio i imatge a través del programari FFmpeg. Utilitza una línia de temps per a l'edició de vídeo no lineal de diverses pistes que pot estar composta de diversos formats d'arxiu. La depuració i el control de l'intercanvi són assistits pel processament basat en GPU OpenGL, d'altra banda es disposa de diversos filtres de vídeo i àudio.
- Multiplataforma, treballa en FreeBSD, Linux, MacOS i Windows.